# Pyronin G
Pyronin G (auch Pyronin Y) ist ein Farbstoff aus der Gruppe der Pyronine. Es handelt sich um einen kationischen Xanthenfarbstoff.

## Name
Das G ist eine Abkürzung für Gelb, so dass der Stoff im englischen Sprachraum ein Y für yellow enthält. Gelb beschreibt das Absorptionsmaximum des Stoffes im gelb-grünen Bereich des Lichtspektrums.

## Beschreibung
Der quartärnäre Stickstoff ist methyliert. Falls dort stattdessen Ethylgruppen sitzen, heißt der Stoff Pyronin B (bläulich):

Pyronin B

Er ist – ebenso wie Pyronin G – kationisch.

## Herstellung
Die Synthese von Pyronin G kann durch Kondensation von N,N-Dimethyl-m-aminophenol mit Formaldehyd zum Tetramethyldiaminodioxydiphenylmethan erfolgen, das mittels Schwefelsäure unter Wasserabspaltung zum Tetramethyldiaminoxanthen cyclisiert.

## Verwendung
Für Blutuntersuchungen führte Artur Pappenheim den Stoff 1899 zu Färbezwecken ein, was als Pappenheim-Färbung bekannt wurde. Die Methode wurde 1902 von Paul Gerson Unna für Gewebeuntersuchungen modifiziert, so dass sie Pappenheim-Unna-Färbung genannt wurde.
Die Histologie setzt den Stoff in Kombination mit Methylgrün ein zur Anfärbung von Nukleinsäuren im Untersuchungsgut. Dabei interkaliert Pyronin G mit RNA, während Methylgrün sich an DNA bindet. In der Durchflusszytometrie ist es somit für die Differentialdiagnose eine Alternative zu Acridinorange.
Das Bindungsverhalten ist abhängig von der Farbstoffkonzentration wie auch von der Konformation der Nukleinsäuren, die wiederum je nach Phase der Mitose variiert. Die toxische Wirkung bei Lebendproben ist auf die Bindung zurückzuführen.
Derivate, die durch Umsetzen mit Cyaniden zum Nitril am 9'-C mit anschließender Oxidation entstehen, finden als Textilfarbstoff Verwendung.